# Стефан Хвін
Стефан Хвін (пол. Stefan Chwin; псевдонім — Макс Ларс, нар. 11 квітня 1949 р. у Ґданську) — письменник, літературний критик, есеїст, історик літератури, графік. Професор Ґданського університету.

## Твори
- Без авторитету (Bez autorytetu, 1981)
- Люди-скорпіони (Ludzie-skorpiony, 1984)
- Діти. Том I i II (Dzieci — tom I i II, 1988)
- Людина-літера (Człowiek-Litera, 1989)
- Романтичний простір уяви (Romantyczna przestrzeń wyobraźni, 1989)
- Маленька історія одного жарту (Krótka historia pewnego żartu, 1991)
- Література і зрада (Literatura i zdrada, 1993)
- Ганеман (Hanemann, 1995)
- Естер (Esther, 1999)
- Золотий пелікан (Złoty pelikan, 2003)
- Сторінки з журналу (Kartki z dziennika, 2004)
- Дружина президента (Żona prezydenta, 2005)
- Долина радості (Dolina Radości, 2006)
- Щоденник дорослого (Dziennik dla dorosłych, 2008)
- Самогубство як досвід уяви (Samobójstwo jako doświadczenie wyobraźni, 2010)
- Панна Фербелін (Panna Ferbelin, 2011)
- Кохання у Вроцлаві (Miłość we Wrocławiu, 2011)
- Мілош. Ґданськ і околиці. Відносини. Документи. Голоси (Miłosz. Gdańsk i okolice. Relacje. Dokumenty. Głosy, 2012)
- Мілош. Інтерпретація і свідоцтво (Miłosz. Interpretacje i świadectwa, 2012)
- Самогубство і гріх існування (Samobójstwo i grzech istnienia, 2013)

- Табу поляків (Tabu Polaków, 2013)

- Німецький щоденник (Ein deutsches Tagebuch, 2015)
- Краса, що обманює (Zwodnicze piękno, 2016)
- Сребжиско. Повість для дорослих (Srebrzysko. Powieść dla dorosłych, 2016)
- Оповідання для Кристини (Opowiadania dla Krystyny, 2018)

## Нагороди
Премія Фундації ім. Косцєльських (1983) за книжку «Без авторитету». Премія Paszport Polityki (1995) за роман «Ганеман». Лауреат премії Андреаса Ґрифіуса (Німеччина, 1999). Літературна премія м. Ґдиня (2010) за книжку «Самогубство як досвід уяви».

## Переклади українською
- Хвін С. Ганеман (Фрагменти роману) // Потяг 76. Потяг до Польщі. Центральноєвропейський часопис. — Чернівці: Книги — XXI, 2006. — С. 100—114 [недоступне посилання з липня 2019] Переклад Ігоря Пізнюка
- Хвін С. Ганеман: Роман — К.: Аграр Медіа Груп, 2010. — 194 с. Переклад Ігоря Пізнюка

1. 1 2  Чеська національна авторитетна база даних